# Nemzetőrség (1956)
A Nemzetőrség az 1956-os forradalom idején a szovjet megszállók ellen küzdő szervezet volt, amely a honvédség, a rendőrség és a civil ellenállók csoportjait volt hivatva összehangolni egységes parancsnokság és politikai irányítás alatt.
A Nemzetőrség 1956. október 31-én alakult meg a Kilián laktanyában, Nagy Imre miniszterelnök jóváhagyásával. Parancsnoka Király Béla, helyettese Kopácsi Sándor lett.
Névadója az 1848–49-es forradalom és szabadságharc idején működő Nemzetőrség volt.

## Az alapító ülés
A Nemzetőrség a Maléter Pál vezette Kilián laktanyában alakult meg, amelyet ekkor már az ellenállás szimbolikus központjának tekintettek. (Pongrátz Gergely szóvá is tette az ülésen, hogy az újságok csak a laktanyáról írnak, pedig a Corvin köz harcosai többet tettek a szabadságért, és bírálta Malétert is, amiért az október 28-ai fegyverszünetig lövette a civil felkelőket. Iván Kovács László, a Corvin-köz másik főparancsnoka ugyanakkor Maléter mellett foglalt állást, és a felek ekkor ki is békültek, bár a köztük lévő feszültség csak ideiglenesen csökkent.)
Az ülésre csak meghívóval lehetett belépni. A Corvin közieket Antalóczi Sándor (becenevén Doki), Bornemissza Tibor, Iván Kovács László, László Béla György keramikus, Prezmeczky László orvostanhallgató, illetve Pongrátz Gergely és Pongrátz Ödön képviselték.
Maléter köszöntője után Király Béla, akit a kormány már megbízott a fegyveres erők vezetésével, arról beszélt, hogy a forradalmat három veszély fenyegeti: a Rákosi–Gerő-szárny restaurációja, a „reakció” (az előző rendszer pártolói), illetve a szovjet erők, amelyeknek kivonulása késik. Mindezek miatt kell megalakítani a Forradalmi Karhatalmi Bizottságot, a forradalom összefogott erőinek vezető szervét és az egységes Nemzetőrséget.
Az ülés alatt Malétert kétszer is telefonhoz hívták, és amikor a második alkalommal tért vissza, azt közölte, hogy Záhonynál újabb szovjet csapatok léptek magyar földre, és ez nagy felháborodást okozott a résztvevők között. Határoztak a Nemzetőrség megalakításáról, amelynek feladata a rend helyreállítása, az ÁVH lefegyverzése és a szovjetek távozásáig a harckészültség fenntartása lesz. Király Béla bejelentette, hogy a Nemzetőrség főparancsnoksága a Deák téren lesz, és hogy a nemzetőr-igazolványokat még aznap vagy másnap kiosztják. A Nemzetőrség megalakítását a helyszínen üdvözölték a Magyar Írószövetség küldöttei. A gyűlés azzal ért véget, hogy Tamási Lajos elszavalta Piros a vér a pesti utcán című versét.